# Haing S. Ngor
Haing S. Ngor (ur. 22 marca 1940 w Samrong Young w Kambodży, zm. 25 lutego 1996 w Los Angeles) – kambodżański lekarz, amerykański aktor, najbardziej znany jako odtwórca roli Ditha Prana w filmie Pola śmierci. Autor wspomnień Kambodżańska odyseja.
Ojciec Hainga S. Ngora był Chińczykiem, matka – Khmerką. Haing S. Ngor, chirurg i ginekolog, był praktykantem w szpitalu w Phnom Penh podczas przejęcia władzy przez Czerwonych Khmerów w 1975 roku. Wraz z żoną, podobnie jak dwa miliony innych mieszkańców Phnom Penh, został zmuszony do opuszczenia miasta i osiedlenia się na wsi. Osadzony w obozie, musiał ukrywać swoje wykształcenie i umiejętności lekarskie (a nawet fakt, że nosi okulary) – Czerwoni Khmerzy systematycznie mordowali wykształcone osoby, uznając wszelkich intelektualistów za „wrogów ludu”. Jego żona, My-Huoy, zmarła w obozie podczas przedwczesnego porodu. On sam był wielokrotnie torturowany. 
W 1979 roku, w czasie inwazji wojsk wietnamskich, Haing S. Ngor uciekł do Tajlandii, gdzie pracował jako lekarz w obozie dla uchodźców. W 1980 roku, wraz z osieroconą siostrzenicą Sophią Ngor Demetri, wyemigrował do Stanów Zjednoczonych.
Mimo braku aktorskiego doświadczenia został obsadzony w roli Ditha Prana w filmie Pola śmierci. Za tę kreację otrzymał Oscara (1984), Złoty Glob (1984) oraz nagrodę BAFTA. Później zagrał także w kilkunastu filmach kinowych i telewizyjnych, m.in. Pomiędzy niebem a ziemią, Gra o życie oraz serialu Policjanci z Miami. 
W roku 1987 Haing S. Ngor wydał wspomnienia zatytułowane A Cambodian Odyssey (Kambodżańska odyseja, polskie wydanie Wydawnictwo Pomost 1989). 
W 1990 roku założył fundację, zajmująca się pomocą dla ludności Kambodży. Obecnie nosi ona jego imię, a kieruje nią siostrzenica Ngora, Sophia Ngor Demetri. 
25 lutego 1996 roku Haing S. Ngor został zastrzelony przed swoim domem w Los Angeles. Zabójstwa dokonali trzej Chińczycy, członkowie ulicznego gangu Oriental Lazy Boyz. Początkowo podejrzewano inspirację sympatyków Czerwonych Khmerów, jednak w toku śledztwa ustalono, że motywem był rabunek. Zabójcy zostali schwytani i skazani.

## Nagrody
- Nagroda Akademii Filmowej Najlepszy aktor drugoplanowy 1984
- Złoty Glob Najlepszy aktor drugoplanowy 1984